# Pfannenstiel-incisie

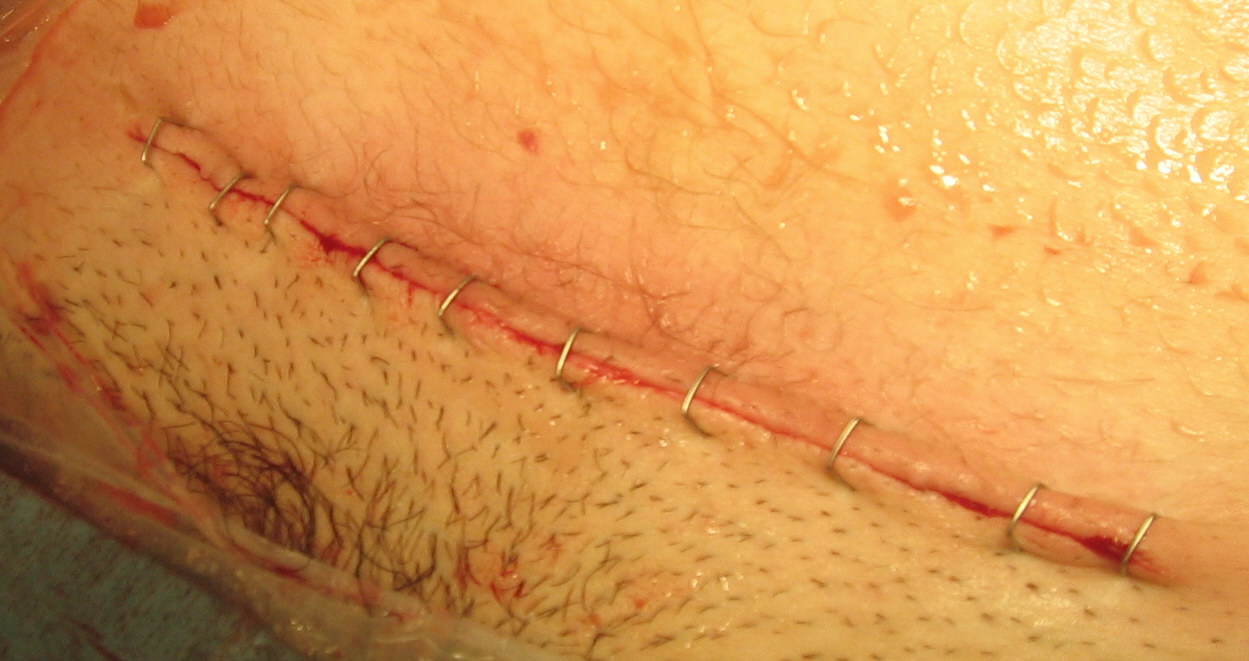
Een pfannenstiel-incisie net boven de schaamstreek, na een keizersnede gesloten met krammen

Een pfannenstiel-incisie of bikinisnede is een chirurgische ingreep waarbij een snede (incisie) in de buikwand wordt gemaakt om de buikholte te openen. De snede verloopt horizontaal, net boven het schaambeen. Hierdoor ligt het uiteindelijke litteken in de bikinilijn en is het relatief weinig ontsierend.
De incisie kan gebruikt worden voor een keizersnede of laparotomie. De naam is ontleend aan de Duitse gynaecoloog Johannes Pfannenstiel (1862-1909).